# Tinea ostiaria
Tinea ostiaria is een vlinder uit de familie van de echte motten (Tineidae). De wetenschappelijke naam van de soort werd in 1927 gepubliceerd door Edward Meyrick. De soort komt voor op de Amerikaanse Maagdeneilanden.